# 김문순 (1744년)
김문순(金文淳, 1744년~1811년)은 조선 후기의 문신으로 문과급제후, 선혜청제조, 판돈녕부사를 지냈으며 한성부판윤을 여러번 재임하였다. 친족인 김조순(金祖淳)이 집권하면서 안동김씨 세도가문의 중심인물로 급부상했다. 자 재인(在人), 본관은 안동.
영조때인 1767년 정시문과에 장원으로 급제하였다. 그 뒤 사간언 정언과 교리, 사헌부 지평․문학(文學) 등 삼사의 주요 요직을 두루 지낸 뒤 당상관으로 승진, 승지에 올랐다. 그 뒤 이조참의를 거쳐 77년 정조 즉위후 대사간이 되었고 다시 이조참의가 되었으며 가선대부로 승진, 대사헌이 되었다가 1789년 외직인 온성부사로 발령되었다.
1790년 이조판서로 복귀하여 형조판서·병조판서를 지내고 한성부판윤으로 부임하였다. 그 뒤 선혜청 제조를 거쳐 판돈령부사로 승진했다. 1798년 청나라에 파견될 동지사 겸 사은사로 발탁되어 연경에 다녀왔다. 귀국후 다시 이조판서로 부임하였고, 한성부판윤을 거쳐 판의금부사가 되었다.
정조 급서후 순조의 즉위와 함께 순조의 장인이었던 친척 김조순(金祖淳)이 집권하자, 안동김씨 세도가의 중심인물로 부상하였다. 1801년 예조판서가 되었다. 그 뒤 일족인 김조순(金祖淳), 김희순(金羲淳) 등과 함께 안동김씨 가문을 일으켜 집권의 기반을 세웠다. 1805년 다시 이조판서가 되었고, 의정부우참찬에 올랐다.

## 가족 관계
- 조부 : 김준행(金峻行, 1701 ~ 1743)
- 조모 : 홍중주(洪重疇)의 딸 증 정부인(贈 貞夫人) 풍산 홍씨(1701 ~ 1778)
  - 부친 : 김이신(金履信, 1723 ~ 1743)
- 외조부 : 이상화(李相華)
- 외조모 : 조만중(趙萬重)의 딸 한양 조씨
  - 모친 : 증 정경부인(贈 貞敬夫人) 전주 이씨(1721 ~ 1785)
    - 정부인 : 이태중(李台重)의 딸 증 정경부인(贈 貞夫人) 한산 이씨(1744 ~ 1775)
      - 장녀 : 한산 이씨 이희갑(李羲甲)의 처

    - 계부인 : 이면주(李勉冑)의 딸 정경부인 예안 이씨(1744 ~ 1807)
      - 적장남 : 김정근(金鼎根, 1787 ~ 1821)
      - 며느리 : 서흥보(徐興輔)의 딸 달성 서씨(1787 ~ 1821)
      - 차녀 : 안동 권씨 권경리(權敬履)의 처
      - 3녀 : 조?(趙氵+選)의 처

    - 측실 : 미상
      - 서장남 : 김춘근(金春根, 1789 ~ ?)
      - 며느리 : 이문원(李文源)의 딸 증 숙부인(贈 淑夫人) 연안 이씨(1789 ~ 1827)